# Мърфийлд
Мърфийлд (на английски: Mirfield) е град в община Кърклийс - графство Западен Йоркшър, Англия. Според преброяването от 2001 година, градът има 18 621 жители.
Разположен е на 6 километра в североизточна посока от главния град на общината – Хъдърсфийлд. Поради това, Мърфийлд попада в средата на една от силно урбанизираните територии във Великобритания, образувана от агломерацията Лийдс - Брадфорд - Халифакс - Хъдърсфийлд - Уейкфийлд.

## История
От 1894 година до 1974 година, Мърфийлд формира собствена община (околия) част от тогавашната област „West Riding of Yorkshire“. При новообразуваното административно деление от началото на 1970-те, Мърфийлд влиза в рамките на община „Кърклийс“, като част от графство „Западен Йоркшир“. През 1988 година, градът придобива статус на самостоятелна енория.

## Забележителности
Църквата „Сейнт Мери“, датирана от XIII век, основно реконструирана през 1826 година, когато е издигната и църковната кула. Поради малките си размери обаче се оказва, че тя не може да побере нарастващото население, вследствие на което, около средата на XIX век, по проект на сър Джордж Гилбърт Скот е построена нова по-голяма църква в непосредствена близост до старата, където се прехвърля седалището на енорията. От първоначалния храм е запазена кулата.
| Кулата на старата църква | Църквата „Сейнт Мери“ проектирана от сър Джордж Гилбърт Скот |
| ------------------------ | ------------------------------------------------------------ |
|                          |                                                              |

## Образование
В Мърфийлд има четири начални и две основни училища.
- Начални училища (Рrimary schools):
  - „Battyeford“
  - „Crossley Fields“ (бивше „Wellhouse First School“)
  - „Old Bank and Hopton J, I and N school“
  - „Crowlees Junior and Infant School“
- Основни училища (Secondary schools):
  - „Mirfield Free Grammar“ (бивши „Mirfield Modern“ and „Mirfield High“)
  - „Sixth Form and Castle Hall School“

## Личности
Родени
- Патрик Стюарт – актьор
- Хенри Брайлсфорд – известен журналист